# Big Five (orquestres)
Big Five és un terme anglès amb el que es coneix les cinc grans orquestres més importants dels Estats Units. Són les següents:
- Orquestra Filharmònica de Nova York
- Orquestra Simfònica de Chicago
- Orquestra Simfònica de Boston
- Orquestra de Cleveland
- Orquestra de Filadèlfia